# Hermance
Hermance ist eine politische Gemeinde des Kantons Genf in der Schweiz. Sie liegt direkt am Genfersee und grenzt im Norden an Frankreich.

## Geschichte
1271 wurde Hermance als Eremencia erwähnt. Seit 1355 gehörte die Gemeinde zu Savoyen. 1536 wurde sie von den Bernern unterworfen und reformiert, und es wurde ein Pastor berufen. 1542 wurden das 1373 erbaute Spital und die 1459 gegründete Schule wiederaufgebaut. 1567 ging Hermance wieder an Savoyen zurück. Die Savoyer nutzten Hermance als Stützpunkt gegen die Stadt Genf. Ende dieses Jahrhunderts war das Dorf von Kriegen zwischen Genf und Frankreich auf der einen Seite und Savoyen und Spanien auf der anderen Seite geprägt. 1589 zerstörten die Franzosen die Befestigungsanlagen der Gemeinde. 1603 mussten die Genfer sie nach dem Friedensschluss von Saint-Julien wieder den Savoyern übergeben. 1815 wurde Hermance eine Gemeinde des Kantons Genf.

## Bevölkerung
| Bevölkerungsentwicklung | Bevölkerungsentwicklung | Bevölkerungsentwicklung | Bevölkerungsentwicklung | Bevölkerungsentwicklung | Bevölkerungsentwicklung | Bevölkerungsentwicklung | Bevölkerungsentwicklung | Bevölkerungsentwicklung | Bevölkerungsentwicklung | Bevölkerungsentwicklung | Bevölkerungsentwicklung | Bevölkerungsentwicklung |
| ----------------------- | ----------------------- | ----------------------- | ----------------------- | ----------------------- | ----------------------- | ----------------------- | ----------------------- | ----------------------- | ----------------------- | ----------------------- | ----------------------- | ----------------------- |
| Jahr                    | 1444                    | 1801                    | 1850                    | 1900                    | 1950                    | 1980                    | 1990                    | 2000                    | 2010                    | 2012                    | 2014                    | 2017                    |
| Einwohner               | 400 ca.                 | 307                     | 498                     | 362                     | 400                     | 594                     | 686                     | 816                     | 937                     | 965                     | 1013                    | 1014                    |

## Töchter und Söhne der Gemeinde
- Bernard Vifian (1944–2012), Radrennfahrer

## Verkehr
Eine Buslinie verbindet Hermance im dichten Takt mit Genf.

## Sport
Der Hermance RRC ist mit zwölf Meistertiteln der erfolgreichste Rugby-Union-Verein der Schweiz. Heimspiele werden in der französischen Nachbargemeinde Chens-sur-Léman ausgetragen.

## Sehenswürdigkeiten

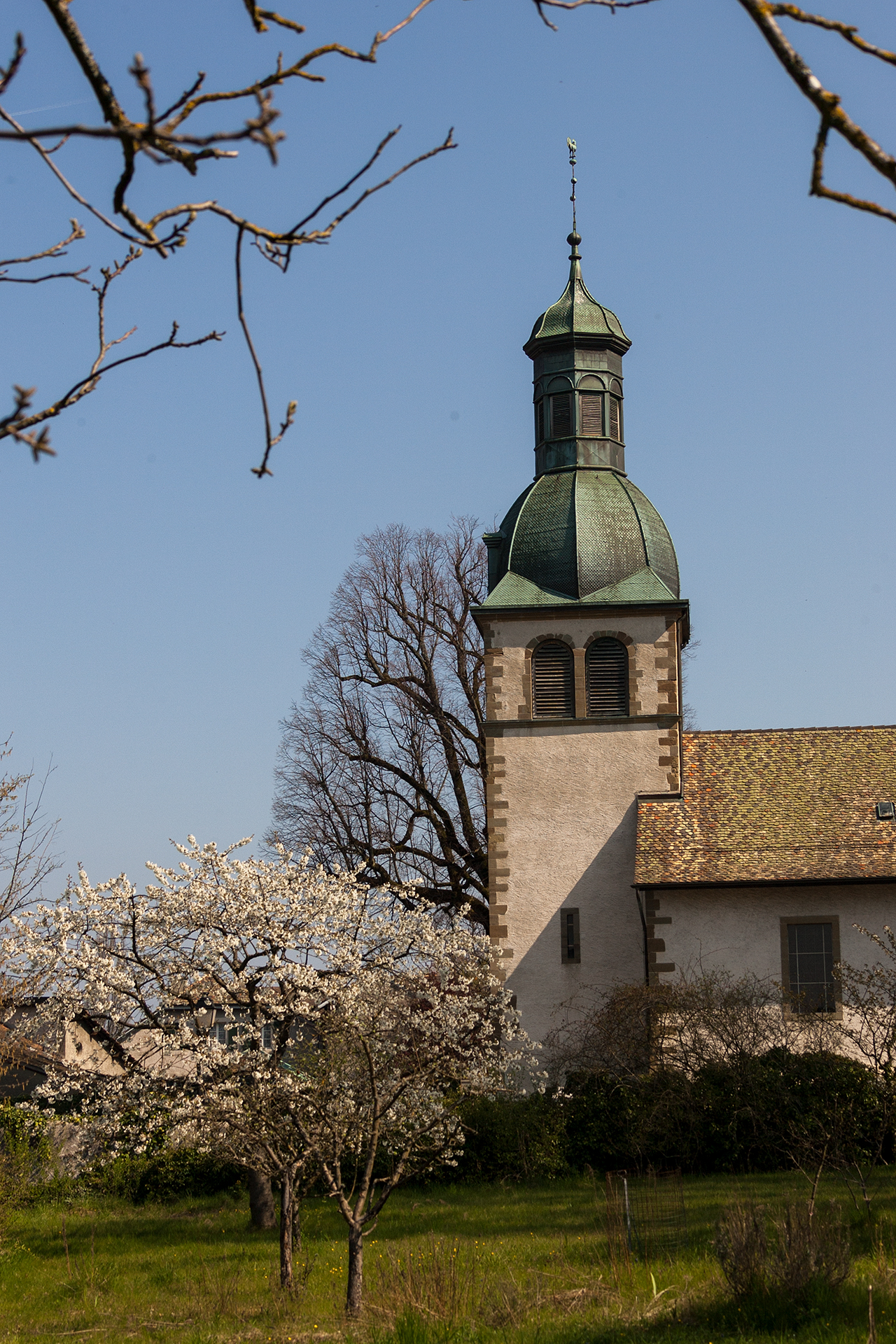
Hermance
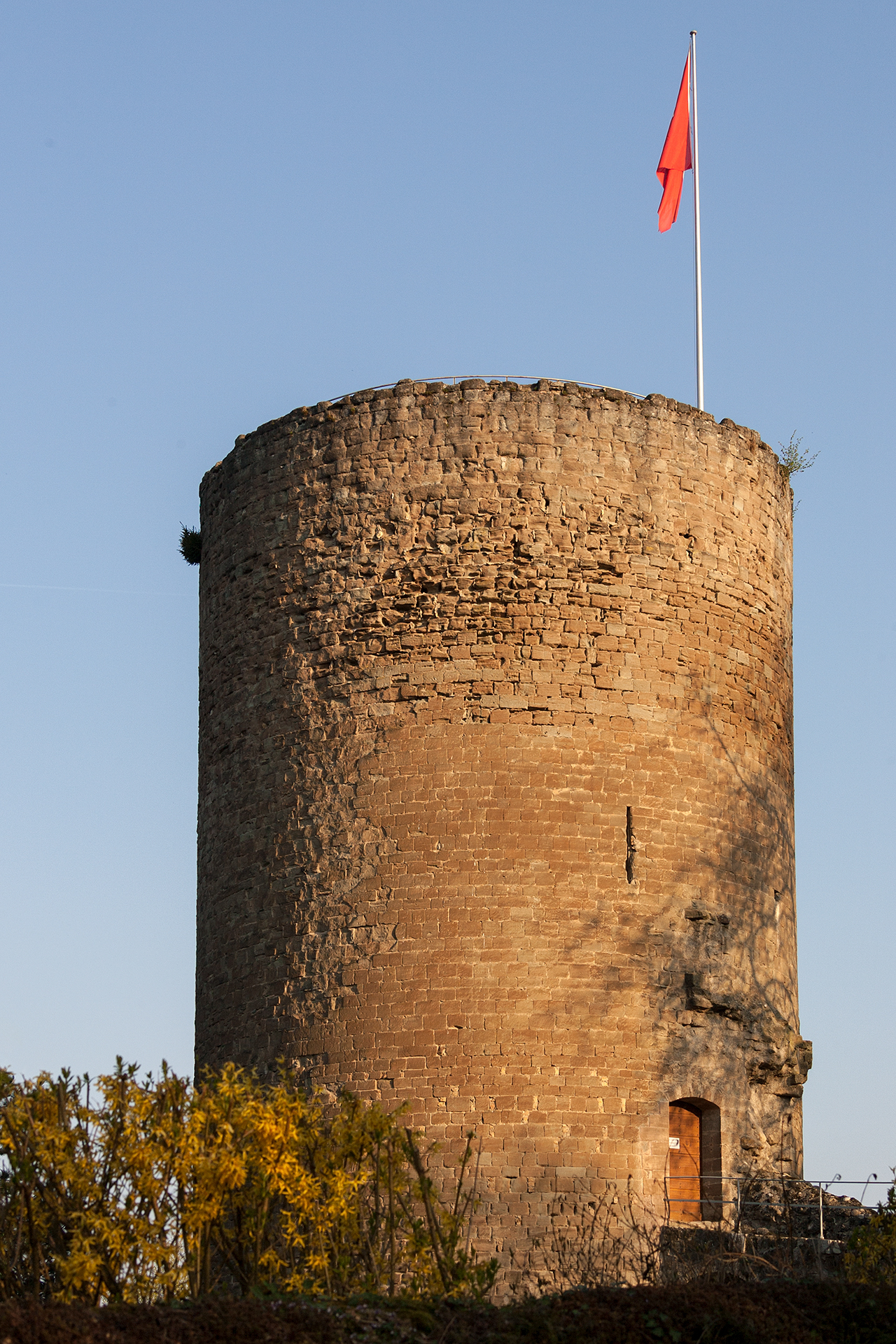
Turm
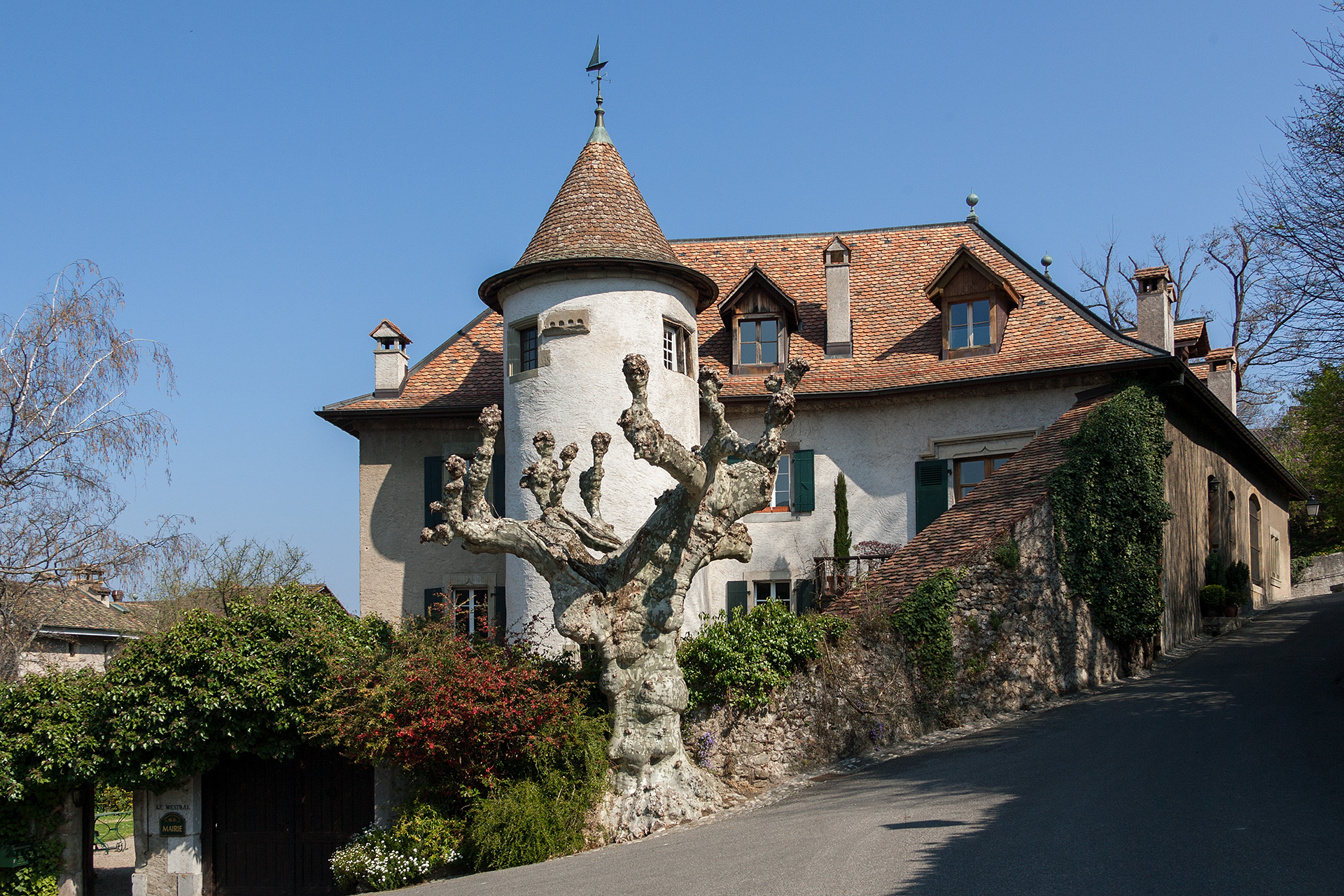
Maison communale
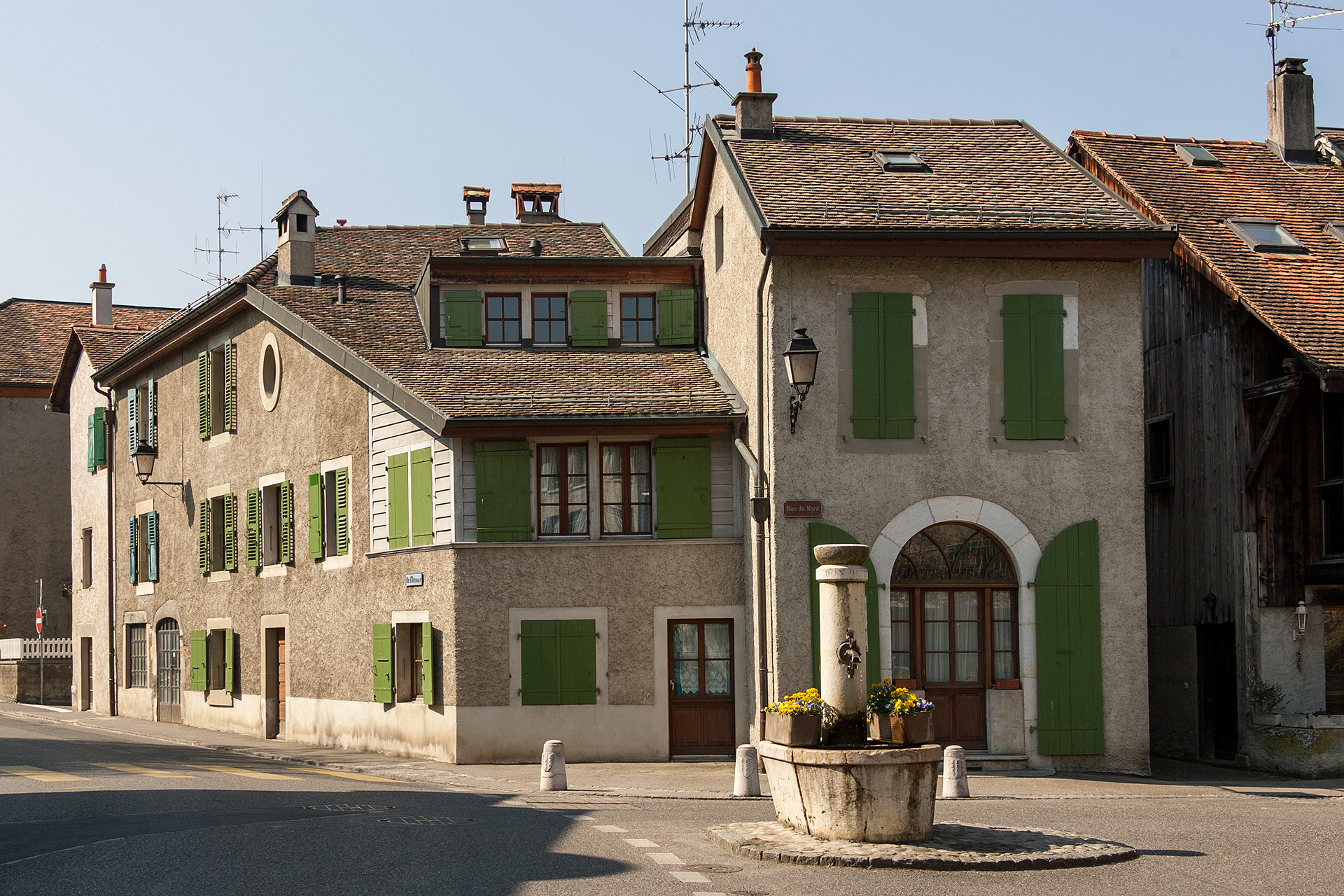
Rue du Nord
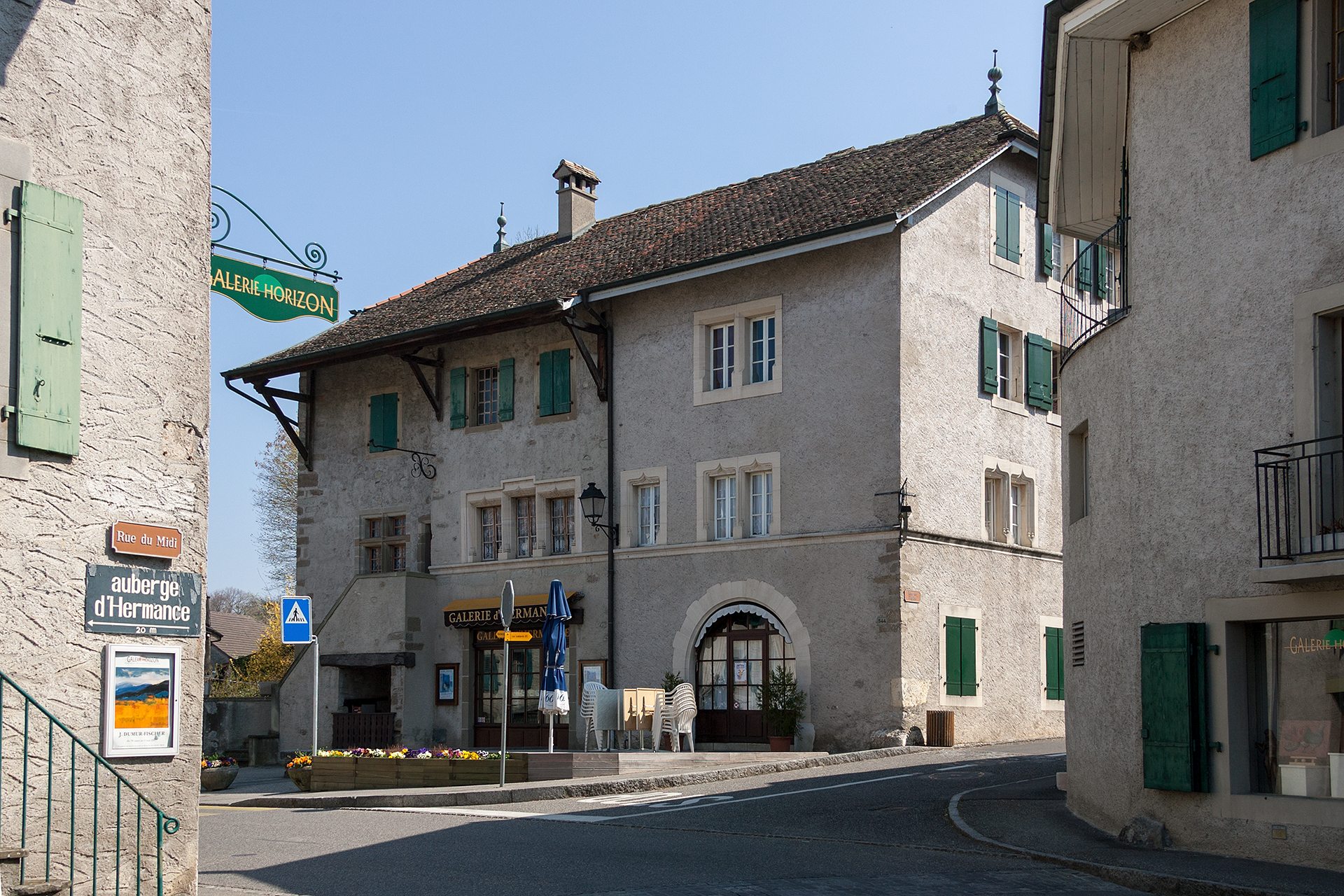
Bäckerei und Café